# Nerocila monodi
Nerocila monodi is een pissebed uit de familie Cymothoidae. De wetenschappelijke naam van de soort is voor het eerst geldig gepubliceerd in 1940 door Hale.